# Trematuridae
Famille
Les Trematuridae Berlese, 1917 sont des Acariens Mesostigmata, cinq genres et plus de 400 espèces sont connus.

## Classification
- Trematuroides Cooreman, 1960
- Trichofrondosa Hirschmann, 1986
- Trichoobscura Hirschmann, 1986
  - Trichoobscura (Trichoobscura) Hirschmann, 1986
  - Trichoobscura (Trichobarbatula) Hirschmann, 1986
  - Trichoobscura (Trichocalcarata) Hirschmann, 1986
- Ipiduropoda Sellnick, 1952
- Trichouropoda Berlese, 1916 synonymes Cerolinychus Berlese, 1917, Dentidinychus Sellnick, 1926, Oodinychus Berlese, 1917, Pseuduropoda Oudemans, 1936, Trematura Berlese, 1917, Trematurella Trägårdh, 1944, Trichodinychus Berlese, 1917, Urolaelaps Berlese, 1917 et Urospina Sellnick, 1931